# 溥煦
定慎郡王溥煦（1831年2月22日—1907年9月），定親王系第六代，輔國將軍載銘第五子，母林氏為林慶祿之女，是載銘的妾室。
他在道光十一年正月（1831年）出生，咸豐四年九月（1854年）成為定敏親王載銓的嗣子，封輔國將軍，不久接替養父成為定親王第六代，但因為定親王並非世襲罔替的爵位，因此他的封爵只是郡王。
同治五年六月（1866年），清廷任命他為前引大臣，三年後（1869年）曾因病請停俸五年，但朝廷仍賜與他半俸，到同治十三年十二月（合1875年）銷假復職，後又在光緒二年（1876年）因病請停俸，不過朝廷卻賞賜他食全俸。
光緒三十三年八月（1907年），他去世，虛齡七十七岁，由次子毓朗襲封定親王系第七代，不過因非世襲罔替而遞降為貝勒。

## 家庭
- 乾隆帝，哲憫皇貴妃富察氏 (翁果圖女)
  - 永璜，伊拉里氏 (德海女)
    - 綿德，娶色布騰巴勒朱爾之女，繼配伊爾根覺羅富僧格之女 (怡親王外孫女)
      - 奕純，伊爾根覺羅氏 (总督萨载弟御史萨欣之女，误记欣萨、锡萨之女)
        - 載銘，林氏 (林慶祿女)
          - 溥煦，鄂佳氏 (鄂佳慶雲女)
            - 毓長，博爾濟吉特氏，阿拉善親王貢桑珠爾默特女，囊都布蘇隆孫女
              - 四格格愛新覺羅氏，嫁郭布羅榮源為元配，生一子一女，郭布羅婉容，為溥儀皇后。郭布羅潤良，娶溥儀大妹韞媖

            - 毓朗，赫舍里氏 (赫舍里崇齡女，英桂孫女，興德曾孫女)
              - 二格格愛新覺羅恆香，嫁郭布羅榮源為繼妻，生郭布羅潤麒，娶溥儀三妹韞穎